# Saint-Rémy-la-Vanne
Saint-Rémy-la-Vanne – miejscowość i gmina we Francji, w regionie Île-de-France, w departamencie Sekwana i Marna.
Według danych na rok 1990 gminę zamieszkiwało 699 osób, a gęstość zaludnienia wynosiła 46 osób/km² (wśród 1287 gmin regionu Île-de-France Saint-Rémy-la-Vanne plasuje się na 720. miejscu pod względem liczby ludności, natomiast pod względem powierzchni na miejscu 163.).